# 石門山 (南投縣)
石門山（意為「分開溪水的山」）位於臺灣花蓮縣秀林鄉富世村與南投縣仁愛鄉大同村之間，為台灣百岳之一，編號70，高度 3,237 公尺，山頂有一顆三等三角點No.6389，為八小巒之一。石門山位在太魯閣國家公園內，從省道台14甲線約34公里處前往登頂僅約30分鐘，是容易抵達的百岳之一。合歡越嶺道鑿開了這座山北稜的岩壁，形成一個石門，故得名。